# Theodore „T-Bag“ Bagwell
Theodor „T-Bag“ Bagwell je fiktivní vrah ze seriálu Útěk z vězení. Je odsouzen k doživotnímu vězení bez možnosti podmínečného propuštění za únos, znásilnění a vraždu šesti studentů. Ve vězení je vůdcem gangu proti černochům. Je znám svými sklony k rasismu a brutalitě. Po svém boku vždy měl nějakého otroka, který se ho musel pořád držet za kapsu u kalhot obrácenou naruby. Jeden z jeho otroků dokonce i spáchal sebevraždu ze strachu z něj. 
Co se týče jeho postavení, je považován za druhého nejobávanějšího vězně po Johnu Abruzzim. Přesto, že ze začátku vše nasvědčuje k tomu, že je homosexuál, ihned po jeho útěku vychází najevo opak. Ještě před uvězněním měl milostný vztah k paní Hollanderové, ženě, u které byl na návštěvě, dokud nepřišla na to, o koho se jedná, a nezavolala policii. Jakmile opustí vězení, rozhodne se paní Hollanderovou vyhledat a mít s ní rodinu, což ona odmítne a on projeví poprvé známky citu vůči ní a nechá ji žít bez něj. Na útěku z věznice Fox River přišel o ruku, tu si později nechal přišít, ale znovu o ní přišel, když ho Brad Belick připoutal k radiátoru právě touhle rukou (ve velkých bolestech si ji utrhl a utekl) a později (ve 3. sérii) měl protézu. Přestože se jedná o zápornou postavu, je T-Bag jedním z nejoblíbenějších v seriálu.[zdroj?]